# Bao Bao

Großer Panda „Bao Bao“ im Zoologischen Garten Berlin

Bao Bao (chinesisch 宝宝, Pinyin Bǎobǎo – „Schätzchen“; * 1978 in China; † 22. August 2012 in Berlin) war ein Großer Panda (Ailuropoda melanoleuca). Seit 1980 im Besitz des Berliner Zoos, zählte er zu den Publikumslieblingen. Das männliche Tier galt bis zu seinem Tod als der älteste weltweit in einem zoologischen Garten lebende Große Pandabär und war gleichzeitig das einzige Exemplar, das in Deutschland in einem Zoo gehalten wurde.

## Ankunft in Berlin und erste Zuchtversuche
Bao Bao traf am 5. November 1980 im Alter von zwei Jahren gemeinsam mit dem Pandaweibchen Tjen Tjen (chinesisch 天天, Pinyin Tiāntiān – „Himmelchen“, oft auch als Tian Tian oder Tien Tien erwähnt) in West-Berlin ein. Der chinesische Partei- und Regierungschef Hua Guofeng hatte die Tiere 1979 dem deutschen Bundeskanzler Helmut Schmidt zum Staatsgeschenk gemacht, der sie dem Berliner Zoo stiftete. Sowohl Bao Bao als auch Tjen Tjen waren Wildfänge und stammten aus den damals noch fast unerschlossenen Naturschutzgebieten, die an die chinesische Stadt Chengdu angrenzten. Sie waren in großen Holzfallen gefangen worden, die man in bewaldeten Felshängen aufgestellt und mit einem Fleischköder versehen hatte. Für die Jagd vertraute China zum damaligen Zeitpunkt auf angeheuerte Tibeter, denen man einen guten Umgang mit den Tieren nachsagte.
Bao Bao und Tjen Tjen waren nicht die ersten Großen Pandas, die in Berlin zu sehen waren. 1939 war Happy der erste lebende Bambusbär, der in Europa ausgestellt wurde. Das Weibchen der Tierhändler Ruhe und Fockelmann wurde in den Zoos von Paris, Köln, Leipzig, Hannover und München gezeigt und später in die Vereinigten Staaten verschifft. In Berlin wurde Happy 63 Tage lang in der Mittelhalle des Antilopenhauses gezeigt. 19 Jahre später stellte der Tierpark Berlin vom 2. bis 26. August 1958 mit großem Erfolg die Pandabärin Chi Chi im so genannten Bärenspielkäfig des Tierkinderzoos aus. Laut Pressemeldungen lockte das Jungtier in den drei Wochen 400.000 Besucher in den Tierpark. Chi-Chi sollte ursprünglich in die Vereinigten Staaten verkauft werden. Wegen eines Handelsembargos für chinesische Waren wurde es später für einen Preis von 12.000 britischen Pfund vom Londoner Zoo erworben.
Bis zu ihrer Abreise nach Berlin lebten Bao Bao und Tjen Tjen mit sechs weiteren Pandabären im Zoo von Chengdu. Dort galt der zahmere Bao Bao bei den chinesischen Zoobesuchern als Publikumsliebling. Seine Pflegerinnen hatten ihm beigebracht, wie man einen Purzelbaum schlägt, während man Tjen Tjen Kratzbürstigkeit nachsagte. Nach ihrem Umzug in zwei eigens für sie gebaute Pandaanlagen mit entsprechenden Innenställen im Wert von circa 750.000 Mark lebte sich Bao Bao gut ein. Er gewöhnte sich wieder an Tjen Tjen, die man für den Transport von China nach Deutschland von ihm getrennt hatte. Die beiden Pandabären avancierten schnell zu Publikumsmagneten und steigerten die Einnahmen des Berliner Zoos aus dem Kartenverkauf um 30 Prozent. Bis zu ihrem vierten Lebensjahr lebten die beiden Tiere friedlich zusammen, ehe es zu Auseinandersetzungen und heftigen Streitereien kam. 1981 kam Tjen Tjen in den Östrus, starb jedoch drei Jahre später, am 8. Februar 1984, an einer Virusinfektion, noch bevor Bao Bao seine Geschlechtsreife erlangt hatte. Es war zu dieser Zeit das einzige fortpflanzungsfähige Pandaweibchen in den zoologischen Gärten der westlichen Welt gewesen.
Bao Bao lebte daraufhin allein im Berliner Zoo, da alle Versuche scheiterten, ein Weibchen für ihn zu finden. Anfang der 1990er Jahre wurden Versuche unternommen, das Tier mit weiblichen Pandabären aus anderen Zoos zu paaren. 1991 wurde er aus diesem Grund an den Londoner Zoo ausgeliehen, der gerade über die aus China eingetroffene Pandabärin Ming Ming (明明,  Míngmíng – „Lichtlein“) verfügte. Die Bemühung, dort auf natürlichem Weg Zuchterfolge zu erzielen, war nicht von Erfolg gekrönt. Das Pandaweibchen interessierte sich nicht für Bao Bao, der ihr ein Ohr abbiss. Die beiden Tiere mussten getrennt werden und am 26. Mai 1993 traf Bao Bao, durch den hohen Verzehr von Hundekuchen mit zehn Kilogramm Übergewicht, wieder im Berliner Zoo ein.

## Zusammenleben und Zuchtversuche mit Yan Yan

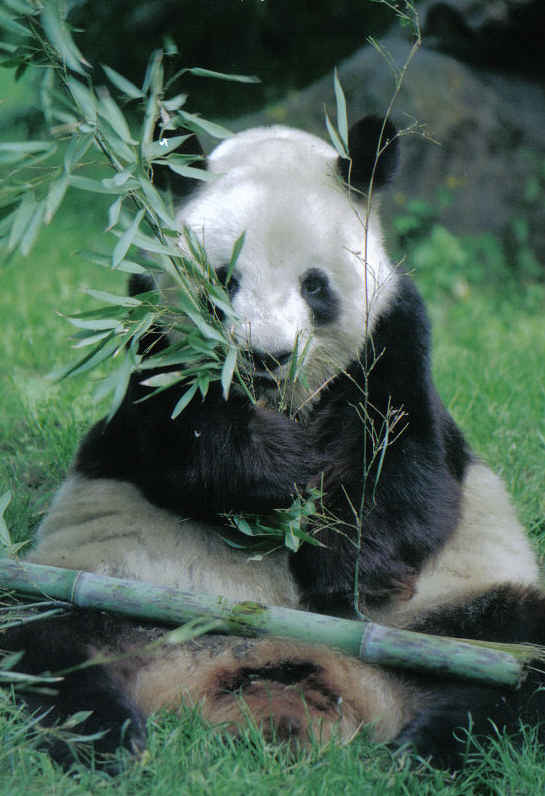
Pandaweibchen „Yan Yan“ (2007 verstorben)

Am 14. April 1995 erhielt der Berliner Zoo als Leihgabe der chinesischen Regierung für fünf Jahre ein weiteres Pandaweibchen aus dem Pekinger Zoo, der im Gegenzug dafür Arbeitsmittel zur Verfügung gestellt bekam. Auch mit der zehnjährigen Yan Yan (dt.: „die Schöne“, oft auch als „die Niedliche“ übersetzt), die zuvor aus Peking vier Mal vergeblich zur Zucht ausgeliehen war, gelang es nicht auf natürlichem Wege Nachwuchs zu produzieren. Pandabären sind nur einmal im Jahr für rund 36 Stunden empfängnisbereit. Eine Hormontherapie bewirkte nur, dass die Bärin mit Hilfe eines Bambusstöckchens masturbierte, was jedoch vor der Öffentlichkeit verschwiegen wurde. Ab 1997 griff man auf künstliche Befruchtung zurück. Bao Bao wurde betäubt und mit einer Elektro-Ejakulation zur Samenspende gezwungen, die wiederum Yan Yan injiziert wurde.
Diese Versuche wurden von großem Medieninteresse der Berliner Zeitungen begleitet, bis 1999 festgestellt wurde, dass das weibliche Tier unfruchtbar sei und nur zu Scheinschwangerschaften in der Lage wäre, während Bao Bao mit 22 Jahren dem Ende seiner Zeugungsfähigkeit entgegen sah. 2004 reisten zwei Pandaexperten aus dem Pekinger Zoo nach Berlin, um Yan Yan zu „untersuchen“. Unter ihnen befand sich auch Peng Zhenxin, der Direktor des Riesenpanda-Zentrums. Die chinesischen Experten gaben Bao Baos Desinteresse als Schuld für den fehlenden Nachwuchs an und mit einem tiefgefrorenen Samencocktail mehrerer Pandas aus dem Pekinger Zoo wurden bei Yan Yan Befruchtungsversuche unternommen. Obwohl Peng Zhenxin annahm, dass diese im siebten Anlauf von Erfolg gekrönt wären, stellte sich kein Pandanachwuchs im Berliner Zoo ein. Die Züchtungsversuche wurden nach zehn Jahren 2005 eingestellt, nachdem zuletzt im Mai 2004 weitere Befruchtungsversuche mit Bao Baos auf deutscher Seite als einwandfrei attestiertem Sperma fehlgeschlagen waren. Wäre tatsächlich Pandanachwuchs im Berliner Zoo geboren worden, wäre dieser automatisch an China gefallen, da alle Artgenossen, die außerhalb Chinas auf die Welt kommen, zum Staatseigentum der Volksrepublik erklärt werden.

## Verbleib und Tod Yan Yans

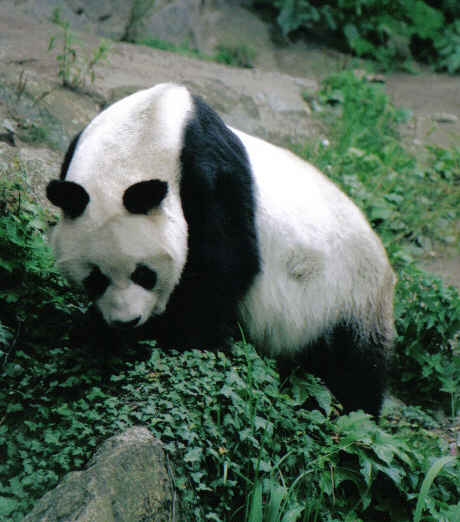
Bao Bao

Im Jahr 2002 lief der Leihvertrag über Yan Yan zwischen dem Zoo Berlin und der China Wildlife Conservation Association, dem chinesischen Forstministerium, aus. Er wurde jedoch unter Zugeständnissen um fünf weitere Jahre verlängert. So investierte Berlin verstärkt in die Zusammenarbeit mit chinesischen Biologen und Wissenschaftlern und finanzierte mit Hilfe von zwei Projekten einen Teil des Artenschutzes für den vom Aussterben bedrohten Großen Panda in China. Im selben Jahr fand man in Ursula Piëch, der Frau des VW-Aufsichtsratschefs Ferdinand Piëch, für fünf Jahre eine finanzkräftige Patin. Vier Jahre später, im Oktober 2006, lief das Bleiberecht von Yan Yan im Berliner Zoo erneut ab. Der damalige Zoodirektor Jürgen Lange berichtete aber gegenüber der Presse, dass Yan Yan in Berlin bleiben müsse und man sich langfristig um ein junges Pandapärchen bemühen würde. Der Wert für ein Jungtier wurde 2007 auf eine Million Euro beziffert. Ebenfalls war von einer völlig neu gestalteten Pandaanlage die Rede. Zu dieser Zeit betrugen die Versicherungskosten der beiden Tiere circa 35.000 €, während der Bambus, der zweimal im Monat von einer Spezialfirma aus Südfrankreich in Kühltransportern geliefert wurde, pro Jahr die gleiche Summe kostete.
Am 26. März 2007 geriet der Pandabestand des Berliner Zoos in die Berichterstattung der deutschen und internationalen Medien, als die 22-jährige Yan Yan ohne vorherige Krankheitsanzeichen an einer akuten Darmverstopfung verendete. Dies hatte letztlich zu einer Blutvergiftung geführt und wiederum ein Herz-Kreislauf-Versagen zur Folge gehabt. Da Pandabären von Natur aus Einzelgänger sind, werde Bao Bao „nicht groß trauern“, so der Zootierarzt André Schüle. Die Tiere wurden zudem getrennt gehalten. In chinesischen Medien kursierte die falsche Theorie, Yan Yan sei einer Diät aus Süßigkeiten und Alkohol zum Opfer gefallen, während die deutsche Boulevardpresse und bekannte britische Tageszeitungen wie The Times oder die Daily Mail den wachsenden Besucheransturm um den Eisbären Knut als Schuld für den Tod des Tieres kolportierten. Auf Anordnung des chinesischen Forstministeriums sollte die Leiche Yan Yans nach China überführt werden und nicht als Tierpräparat in Berlin verbleiben. Der Körper war aber bis Anfang Januar 2008 noch im Berliner Naturkundemuseum untergebracht.
Schon ein paar Wochen nach Yan Yans Tod bekundete der CDU-Politiker Friedbert Pflüger auf einer China-Reise gegenüber Behördenvertretern in Chongqing das Interesse des Berliner Zoos an einer neuen Pandabärin. Pflüger hoffte, dass das Vorhaben von der deutschen Bundeskanzlerin und Bundesvorsitzenden der CDU, Angela Merkel, weiter verfolgt würde, die im Herbst 2007 nach China reiste. Im September 2007 besuchte Bai Gang, der Vize-Bürgermeister von Chengdu, Berlin und mehrte Hoffnungen, dass der Zoo in naher Zukunft einen neuen Pandabären oder gar ein Zuchtpärchen bekommen könnte. Bai unterschrieb gemeinsam mit Berlins regierendem Bürgermeister Klaus Wowereit einen Freundschaftsvertrag, „die gemeinsame Forschung zum Schutz bedrohter Tierarten und zur Nachzüchtung von Großen Pandas“ zum Ziel hatte. Dass Bao Bao eine Partnerin erhalten würde, galt mit seinem hohen Alter von über 30 Jahren als unwahrscheinlich.

## Gesundheit und Haltungsbedingungen

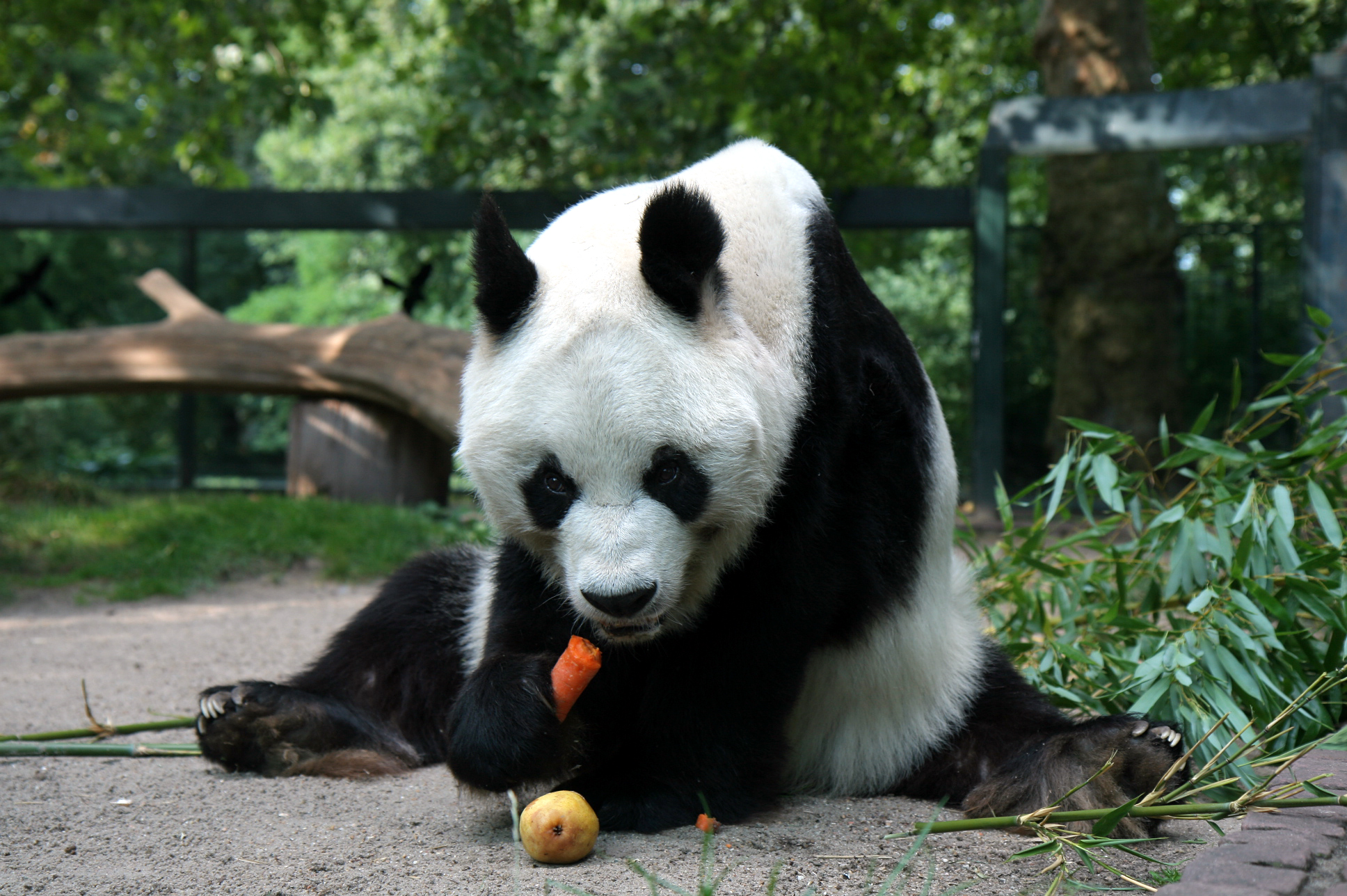
Bao Bao bei der Fütterung

Bao Bao galt in seinen letzten Lebensjahren trotz seines hohen Alters als gesund, wurde aber sporadisch mit einem durchblutungsfördernden Medikament (Karsivan) versorgt. Im März 2009 wurde sein Gewicht mit 105 Kilogramm angegeben, nachdem es früher bei 115 Kilogramm gelegen hatte. Das letzte Tier, das von der chinesischen Regierung verschenkt wurde, war täglich vierzehn Stunden wach, von denen es zwölf mit der Nahrungsaufnahme verbrachte. Bao Bao verzehrte täglich in seinem 350 m² großen Gehege etwa zwölf Kilogramm Bambus, sowie Soja, Reisknödel und Hühnersuppen. Von 1980 bis 2009 wurde der Große Panda von dem Tierpfleger Lutz Störmer betreut, der ihn als „zuverlässigen Kumpel ohne hinterlistige Gedanken“ beschrieb und von Bao Bao stets mit einem kurzen „Bellen“ begrüßt wurde.
1999 warb die deutsche Tageszeitung Die Welt mit dem Bären, die in einer Aktion Bao Bao gemeinsam mit drei Aktienexperten großer deutscher Banken jeweils fünf DAX-Werte für das Jahr 1999 auswählen ließ. Das Depot des Zootiers belegte einen der hinteren Plätze. Sieben Jahre später wurden Bao Bao wiederkehrend Porträts in den populären Tier-Dokumentarserien Panda, Gorilla & Co. (RBB, 2006 und 2008) und Berliner Schnauzen (ZDF, 2006) gewidmet. Anfang Juni 2008 übernahm der österreichische Kristallhersteller Swarovski die Patenschaft für Bao Bao und überreichte dem Zoo einen Scheck in Höhe von 10.000 Euro.

## Tod

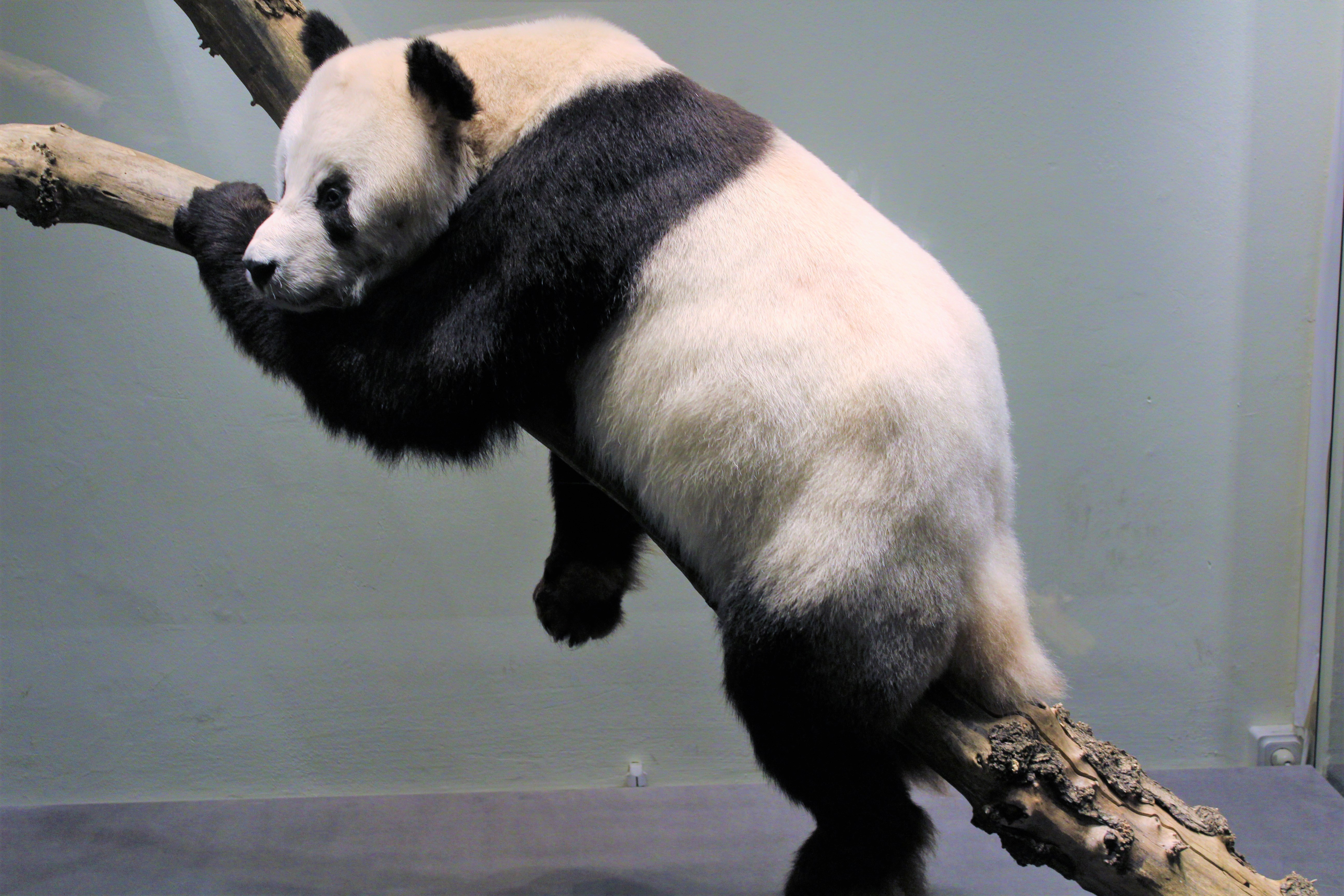
Dermoplastik von Bao Bao im Naturkundemuseum Berlin

Am Morgen des 22. August 2012 verstarb Bao Bao nach Angaben des Berliner Zoos im Alter von 34 Jahren in seinem Gehege. Die Tierpfleger hätten in den letzten Monaten einen zunehmenden körperlichen Verfall beobachtet, der auf sein hohes Alter zurückzuführen sei. Bao Baos Leiche wurde zur genauen Feststellung der Todesursache untersucht: Bao Bao, der bereits seit 2010 an Grauem Star litt und zunehmend schwerhöriger wurde, starb laut Sektionsbefund infolge bösartiger Tumore der Hoden und an der Brustwand sowie einer bakteriellen Nierenentzündung. Sein Skelettpräparat wird heute neben einer Dermoplastik seines Fells im Naturkundemuseum Berlin ausgestellt.

## Übersicht: Pandas in Berlin
Die folgende Tabelle gibt eine Übersicht der in zoologischen Einrichtungen der Stadt Berlin gehaltenen Großen Pandas.
| Name              | Lebensdaten                    | Geschlecht | Einrichtung | Zeit in Berlin                        | Bemerkung                                      |
| ----------------- | ------------------------------ | ---------- | ----------- | ------------------------------------- | ---------------------------------------------- |
| Happy             | September 1935 – 10. März 1946 | männlich   | Zoo         | 1939 (63 Tage)                        | –                                              |
| Chi Chi           | 1955(?) – 22. Juli 1972        | weiblich   | Tierpark    | 2. bis 26. August 1958                | –                                              |
| Tjen Tjen         | (?) – 8. Februar 1984          | weiblich   | Zoo         | 5. November 1980 – 8. Februar 1984    | –                                              |
| Bao Bao           | 1978 – 22. August 2012         | männlich   | Zoo         | 5. November 1980 – 22. August 2012    | –                                              |
| Yan Yan           | ca. 1985 – 26. März 2007       | weiblich   | Zoo         | 14. April 1995 – 26. März 2007        | –                                              |
| Meng Meng         | geb. 10. Juli 2013             | weiblich   | Zoo         | seit 23. Juni 2017                    | –                                              |
| Jiao Qing         | geb. 15. Juli 2010             | männlich   | Zoo         | seit 23. Juni 2017                    | –                                              |
| Meng Xiang        | geb. 31. August 2019           | männlich   | Zoo         | 31. August 2019 – Mitte Dezember 2023 | –                                              |
| Meng Yuan         | geb. 31. August 2019           | männlich   | Zoo         | 31. August 2019 – Mitte Dezember 2023 | –                                              |
| Meng Hao "Leni"   | geb. 22. August 2024           | weiblich   | Zoo         | seit 22. August 2024                  | im Berliner Zoo geboren (Mutter ist Meng Meng) |
| Meng Tian "Lotti" | geb. 22. August 2024           | weiblich   | Zoo         | seit 22. August 2024                  | im Berliner Zoo geboren (Mutter ist Meng Meng) |